# Leviea herberti
Espèce
Leviea herberti est une espèce d'araignées aranéomorphes de la famille des Salticidae.

## Distribution
Cette espèce est endémique de la province d'Enga en Nouvelle-Guinée orientale en Papouasie-Nouvelle-Guinée,. Elle se rencontre vers Kai-ingri.

## Description
La carapace du mâle holotype mesure 1,82 mm de long et l'abdomen 1,96 mm et la carapace de la femelle paratype mesure 1,89 mm de long et l'abdomen 2,16 mm.

## Étymologie
Cette espèce est nommée en l'honneur de Herbert Walter Levi.

## Publication originale
- Maddison & Szűts, 2019 : Myrmarachnine jumping spiders of the new subtribe Levieina from Papua New Guinea (Araneae, Salticidae, Myrmarachnini). ZooKeys, no 842, p. 85-112 (texte intégral).